# 5353 Baillié
5353 Baillié è un asteroide della fascia principale. Scoperto nel 1989, presenta un'orbita caratterizzata da un semiasse maggiore pari a 2,5674820 au e da un'eccentricità di 0,2913471, inclinata di 3,85762° rispetto all'eclittica.